# Amritodus brevistylus
Amritodus brevistylus är en insektsart som beskrevs av Chandrasekhara A. Viraktamath 1976. Amritodus brevistylus ingår i släktet Amritodus och familjen dvärgstritar. Inga underarter finns listade i Catalogue of Life.